# Саговник
Саго́вник, или Ци́кас (древнегреч."пальма"), — род голосеменных растений, объединяющий около 90 видов; единственный род семейства Саговниковые (Cycadaceae).
Естественный ареал этого рода — Азия (от Индии до Японии), Индонезия, Австралия, тихоокеанские острова (Марианские, Фиджи, Самоа), а также Мадагаскар.

## Биологическое описание
По внешнему виду саговники обычно похожи на пальмы. Высота взрослых растений — от 2 до 15 м.
Ствол относительно толстый (например, у Саговника поникающего его толщина может достигать одного метра при высоте растения всего в три метра), одет в панцирь из оснований отмерших листьев.
Листья перистые или дважды перистые, растут пучком на верхушке ствола. Сегменты листьев этого рода имеют две отличительные особенности:
- в почке и на первых порах развития они свёрнуты улиткообразно,
- у них всегда имеется единственная неразветвлённая средняя жилка.

Растения двудомные. Стробилы мужских особей этого рода формируются подобно тому, как это происходит у других представителей отряда Саговниковидные, но у женских особей компактных стробилов не образуется. На верхушке их ствола спирально расположены яркие листовидные мегаспорофиллы (изменённые листья с мегаспорангиями).

## Описание некоторых видов
Род Саговник включает более 90 видов, при этом наибольшее разнообразие в видовом отношении наблюдается в Юго-Восточной Азии.
| Наименование вида                       | Естественный ареал, дополнительная информация |
| --------------------------------------- | --- |
| Саговник Армстронга (Cycas armstrongii) | Австралия. Высота — до 5 м. |
| Саговник гребенчатый (Cycas pectinata)  | Индия, Бангладеш, Мьянма, Вьетнам. Невысокое дерево, получившее своё название по характерному виду мегаспорофиллов, собрание которых похоже на петушиный гребень. |
| Саговник завитой (Cycas circinalis)     | Вид, ареал которого охватывает почти весь ареал рода. Декоративное растение высотой 4—8 м. Семена способны плавать — этим объясняется такое широкое его распространение. |
| Саговник неколючий (Cycas inermis)      | Вьетнам. Отличие от других видов — отсутствие шипов на черешке листа. |
| Саговник поникающий (Cycas revoluta)    | Япония. Саговник, наиболее известный за пределами своего естественного ареала; широко распространён в комнатном и парковом садоводстве, выращивается и на территории бывшего СССР — на черноморском побережье Кавказа и Крыма. Высота взрослого растения — 2—3 м. Срок жизни — более 100 лет. |
| Саговник Румфа (Cycas rumphii)          | Шри-Ланка, Индия, Индонезия, Папуа — Новая Гвинея. Один из самых высоких видов саговников — достигает высоты более 15 м. (Румф, Георг Эберхард) |
| Саговник средний (Cycas media)          | Австралия. Высота — до 7 м. На севере Австралии в XIX в. семена этого вида были главным пищевым продуктом местных жителей. Однако, ввиду токсичности, они прежде всего подвергали их специальной обработке. Использование семян этого растения в пищу австралийцами отмечали ещё участники первого кругосветного плавания Джеймса Кука, в августе 1770 года. Кук принял этот саговник за один из видов пальм, он не знал секрета предварительной обработки семян, что приводило к отравлениям. |
| Саговник Туара (Cycas thouarsii)        | Мадагаскар. Растение высотой до 10 м, наверху нередко разветвляющееся. Его семена достигают размеров гусиного яйца. |